# Пожиратели света
«Пожиратели света» (англ. The Eaters of Light) — десятая серия десятого сезона британского научно-фантастического телесериала «Доктор Кто». Премьера серии состоялась 17 июня 2017 года на канале BBC One.

## Синопсис
Давным-давно в туманах Шотландии исчез девятый легион римской армии. У Билл есть предположение о том, что с ним произошло, тогда как у Доктора — машина времени. Однако по прибытии в древний Абердиншир они находят угрозу пострашнее любого войска. На склоне холма в каирне есть проход, ведущий на край света.

## Сюжет
Придя к разногласиям по поводу судьбы девятого легиона римской армии, Доктор и Билл вместе с Нардолом с помощью ТАРДИС отправляются в Шотландию второго столетия, чтобы выяснить, что же произошло на самом деле. Билл в одиночку идёт искать легион, тогда как Доктор и Нардол — предполагаемое поле битвы.

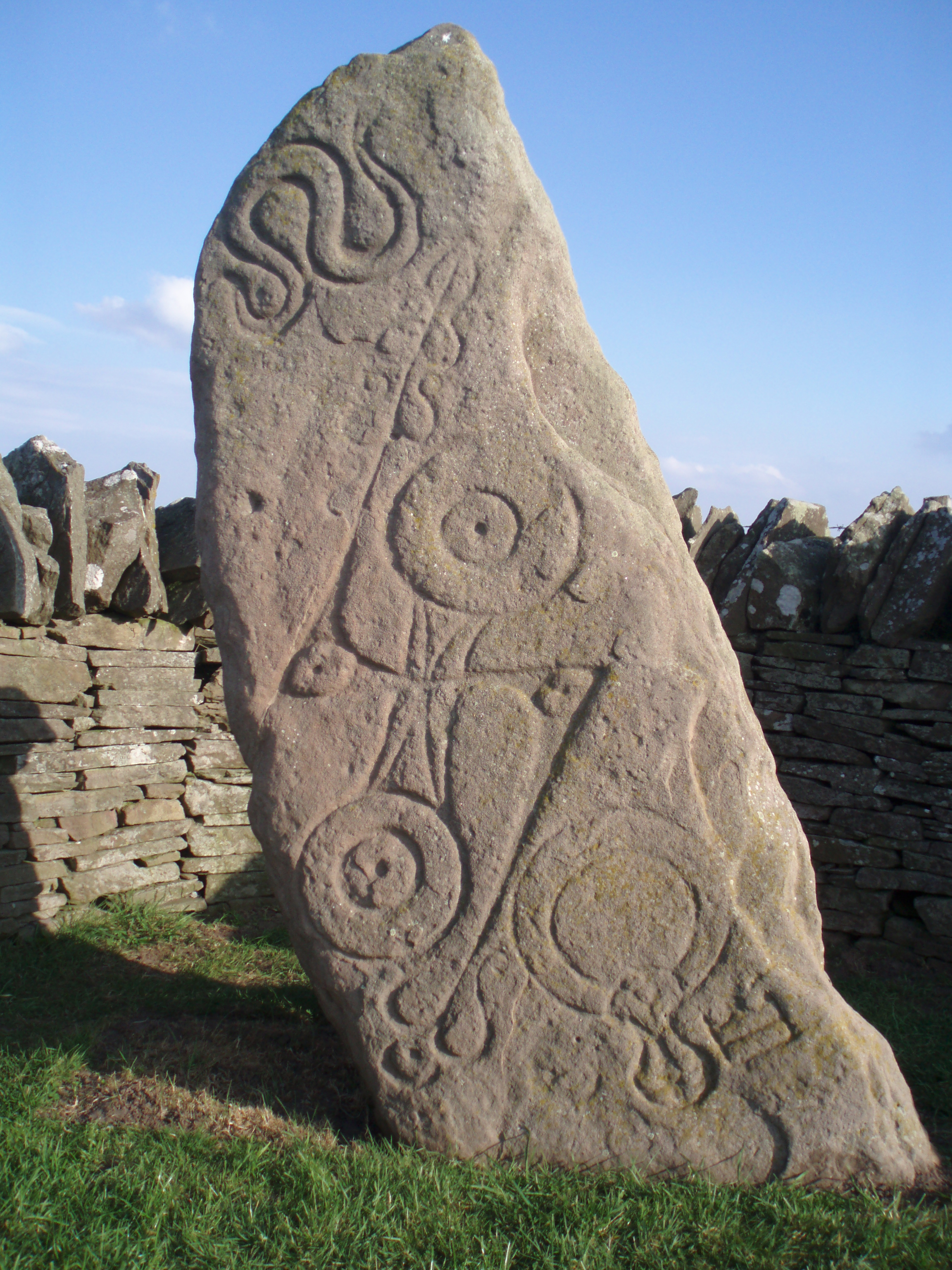
Одними из героев серии являются пикты, оставившие своё наследие в подобных мегалитах

Билл сталкивается с небольшой группой уцелевших легионеров, укрывшихся в пещерах. Система перевода ТАРДИС помогает ей с ними общаться. Солдаты прячутся от существа, которое привлекает любой источник света и которое убивает всех на своём пути. В это время Доктору и Нардолу удаётся найти безжизненные тела остальных бойцов легиона. После этого они натыкаются на племя пиктов во главе с хранительницей врат по имени Кар. Её задача — стеречь некий каирн. Доктор отправляется на него посмотреть и находит внутри портал между измерениями, полный созданий, питающихся светом. Доктор выходит наружу спустя несколько секунд, но выясняется, что на самом деле его не было больше двух дней. Кар объясняет, что из поколения в поколение один воин из её племени проходит через портал в каирне, чтобы сразиться с пожирателем света, однако она выпустила одного из них, надеясь победить вторгнувшуюся римскую армию. Повелитель Времени предупреждает, что если не удастся загнать монстра обратно в портал и закрыть его, то из него вырвется ещё больше таких чудовищ, которые поглотят солнце и все звёзды во вселенной.
Тем временем Билл уговаривает легионеров покинуть пещеру, и путь по тоннелям приводит их в жилище пиктов, где находятся Доктор с Нардолом. Римляне и пикты соглашаются, что их конфликт выглядит по-детски перед лицом куда большей угрозы. Доктор придумывает план с целью заманить пожирателя к порталу на рассвете. Как только создание оказывается по ту сторону, он говорит, что кому-то придётся оставаться в портале, пока не погаснет солнце, чтобы монстр не смог выбраться. Поскольку длина человеческой жизни слишком коротка, в портал решает пойти Доктор, которого способна уберечь его физиология Повелителя Времени и способность к регенерации. Билл не соглашается на такой исход, и тогда её друга сбивают с ног, а Кар и оставшиеся воины девятого легиона жертвуют собой все вместе, чтобы остановить чудовищ, несмотря на возражения Доктора.
После закрытия портала племя пиктов решает почтить память Кар, запечатлев её историю в мегалитах и научив ворон произносить её имя, что сохранится и до наших дней. Доктор, Билл и Нардол возвращаются обратно в ТАРДИС, где, к удивлению двух последних, их ожидает Мисси.

## Связь с другими сериями
В качестве примера загадочных исчезновений людей Нардол упоминает об истории бригантины «Мария Целеста». В серии с Первым Доктором «Погоня» было продемонстрировано, как корабль был покинут экипажем из-за нападения далеков.

## Внешние отсылки
Сюжет серии вращается вокруг загадочной судьбы реального IX Испанского легиона, который, по некоторым сведениям, таинственным образом пропал в северной Британии во II веке.

## Производство
В октябре 2016 года Стивен Моффат объявил, что один из сценаристов классического «Доктора Кто» напишет серию для нового сезона. В следующем месяце было подтверждено, что этим автором стала Рона Манро, которая написала сценарий к «Выживанию», последней серии заключительного двадцать шестого сезона оригинального сериала. Манро таким образом является единственным сценаристом, работавшим как над классическим, так и над возрождённым «Доктором Кто».
Вместе с эпизодом «Кислород» серия вошла в четвёртый съёмочный блок. Читка сценария состоялась 12 октября 2016 года. 14 октября была снята сцена, где Билл попадает в пещеру, в качестве съёмочной локации которой использовалась пещера Porth yr Ogof недалеко от деревни Ystradfellte в Уэльсе. Основной съёмочный процесс проходил со 2 по 22 ноября 2016 года. Позднее, 13 декабря, были проведены досъёмки сцен с воронами.